# Don Valley
Don Valley – miasto w Australii, w stanie Wiktoria.